# FEEL (BEAT CRUSADERSの曲)
FEEL（フィール）は、日本のロックバンド、BEAT CRUSADERSのシングル及び楽曲名。2005年4月13日、デフスターレコーズよりリリース。

## 概要
メジャー2ndシングル。バンドとしては通算7枚目のシングルである。
本作はメジャー1stアルバム「P.O.A. -POP ON ARRIVAL-」の先行シングルである。ただし、収録されたのは表題曲のみで、カップリング曲はアルバム未収録となっている（「BANG! BANG!」は後にベストアルバム『VERY BEST CRUSADERS』に収録された）。
初回生産分のみステッカーが封入された。

## 収録曲
1. FEEL (2:47) 作詞：ヒダカトオル 作曲：BEAT CRUSADERS
  - テレビ朝日系「アドレな!ガレッジ」エンディングテーマ。
  - PVにはグラビアアイドルの花井美理が出演している。
2. SAIL ON! HAIL ON! (1:49) 作詞：ヒダカトオル 作曲：BEAT CRUSADERS
3. SIBERIAN GIANT (2:20) 作詞・作曲：ヒダカトオル
  - LASTRUM時代の楽曲のリメイク。次曲とつながって収録されている。
4. BANG! BANG! (3:17) 作詞：ヒダカトオル 作曲：BEAT CRUSADERS
  - カトウタロウメインボーカル曲。サビはヒダカトオルが歌っている。